# カルバペネム耐性腸内細菌
カルバペネム耐性腸内細菌 (Carbapenem-resistant enterobacteriaceae, CRE) は、カルバペネム系抗生物質やβ-ラクタム系抗生物質を分解する酵素のカルバペネマーゼを産生する腸内細菌科の細菌の総称で、大腸菌や肺炎桿菌など多くの菌が該当する。

## 概要
日本では、腸内細菌科細菌における耐性率は1%未満とされる。通常は常在菌として存在している腸内細菌科の細菌であり健康な人の場合、CREを保有していても何の症状も無く問題を起こさない。しかし、外科手術後の患者、抗生物質を長期間使用している患者、免疫力が低下している患者などで感染症を起こした時、抗生物質が効かず敗血症を起こし死亡する患者が多い事から問題となる可能性が指摘されている。
細菌同士の接合等により他の細菌にも薬剤耐性機構が伝達される。
発症と感染予防
CREが、膀胱や血液などに到達した場合、感染症を引き起こす可能性がある。血流感染が起きると、最大で患者の50%が命を落とすといわれている。
国内の医療機関（病院など）において感染が確認されているアメリカ合衆国では、疾病予防管理センター (CDC) が院内感染防止策として、「手洗いの励行」「カテーテルや人工呼吸器など医療器具の取扱いの注意」「感染患者の隔離」などを呼びかけている。

## カルバペネマーゼ
CREが産生するカルバペネマーゼ（β-ラクタム系抗生物質を加水分解する酵素のこと）は、これまで3つのグループが発見されている。
- IMP型、VIM型、NDM型など、メタロ-β-ラクタマーゼ (MBL) のグループ

日本も含め世界中で発見
日本国内分離株ではIMP型が多く、メルカプト酢酸ナトリムを用いたディスク法で検出できることが多い
海外分離株ではNDM型が多い
- KPC (Klebsiella pneumoniae Carbapenemase) 型

主に米国や欧州。1996年に米国でカルバペネムに耐性を示す肺炎桿菌 (Klebsiella pneumoniae) から発見されたβ-ラクタマーゼ (β-Lactamase)。カルバペネムを含むすべてのβラクタム系抗菌薬に耐性を示し、プラスミドを介して他のグラム陰性桿菌に耐性情報が伝播される。
- OXA-48型などの新型カルバペネマーゼ

主に欧州
カルバペネマーゼはカルバペネム系抗菌薬、ペニシリン、セフェム系抗菌薬にも耐性を示すため、基本的にβ-ラクタム系抗生物質ほとんど全てに耐性を示す。さらに、β-ラクタム系抗菌薬以外の抗菌薬に対する耐性遺伝子を同時に保有している割合が高く、ニューキノロン系抗菌薬やアミノグリコシド系抗菌薬などにも耐性を示す場合も多い。

### 対策
カルバペネム系抗菌薬であるメロペネムのMIC 8μg/mL 未満の菌株に対しては、カルバペネム系抗菌薬の高用量投与の有効性が示唆されている。
メロペネムのMIC 8μg/mL 以上の菌株に対しては、環状ペプチド系抗生物質のコリスチンや、テトラサイクリン系抗生物質のチゲサイクリンとカルバペネム系抗菌薬をいずれも点滴静注で併用、アミノ配糖体系抗菌薬に感受性がある場合はそれとの併用療法を行う。
同時に、感染対策について感染症専門医の介入が必要。

## 届出基準
感染症法に基づく医師及び獣医師の届出は、定められた検査材料を用い、メロペネム、またはイミペネムとセフメタゾールに耐性があることを、MIC値またはディスク阻止円直径で確認する。所定の届出票（別記様式5-3） (PDF) を用い、都道府県知事（保健所設置市長・特別区長） 宛に診断から7日以内に届け出る。

## 関連法規
- 感染症法 - CRE感染症の患者を診断した医師は、全例を届け出ることが義務付けられた。2014年9月19日改正で追加、5類感染症。